# Adilophontes
Adilophontes – wymarły rodzaj ssaka drapieżnego z rodziny amficjonów (Amphicyonidae). Prowadził głównie drapieżny tryb życia, był zdolny do kruszenia kości. Zamieszkiwał kontynent północnoamerykański w epokach oligoceńskiej i mioceńskiej, żyjąc od 24,8 do 20,4 miliona lat temu, co oznacza, że egzystował przez 4,4 miliona lat

## Taksonomia
Adilophontes został nazwany przez Hunta w 2002. Gatunkiem typowym ustanowiono Adilophontes brachykolos. Rodzaj i gatunek przypisano do podrodziny Daphoeninae (Hunt, 2002).

### Etymologia
- Adilophontes: gr. αδειλος adeilos „bez lęku”, od negatywnego przedrostka α- a-; δειλος deilos „tchórzliwy”; φοντης phontēs „pogromca”, od φονευω phoneuō „mordować”[1].
- brachykolos: gr. βραχυκωλος brakhukōlos „o krótkich nogach”, od βραχυς brakhus „krótki”; κωλον kōlon „noga, kończyna”[3].

## Morfologia
Pojedynczy okaz został zbadany przez Legendre'a i Rotha, którzy dokonali próby oszacowania masy ciała zwierzęcia. Uzyskali oni wynik 68,6 kg.

## Rozmieszczenie geograficzne szczątków kopalnych
- Eighteen Mile District, hrabstwo Goshen, Wyoming około 20,8 miliona lat temu
- Lay Ranch Beds, hrabstwo Goshen, Wyoming, około 20,8 miliona lat temu
- Guernsey, hrabstwo Platte, Wyoming, około 20,9 miliona lat temu